# 中国牧工商（集团）总公司
中国牧工商（集团）总公司（简称中牧集团）是中国一家农牧业大型中央企业。中牧集团成立于1982年，现隶属于中国农业发展集团有限公司。
中牧集团的主要经营范围包括动物保健品、 动物营养品、农牧业生产资料、大宗国际贸易以及专业农场等。
上市公司中牧实业股份有限公司为中牧集团旗下企业。